# Three Wonders
Three Wonders (Wonder 3 au Japon) est une compilation de jeu vidéo développée et éditée par Capcom sur CP System en mai 1991,. La compilation comporte trois jeux vidéo :
1. Midnight Wanderers: Quest for the Chariot[3] : un jeu de plates-formes ;
2. Chariot: Adventure through the Sky[4] : un shoot 'em up ;
3. Don't Pull[5] : un jeu de puzzle.

## Portages
- Saturn, 1998
- PlayStation, 1998
- PlayStation Portable : 2006, Capcom Classics Collection Remixed
- PlayStation 2 : 2006, Capcom Classics Collection Volume 2
- Xbox : 2006, Capcom Classics Collection Volume 2